# Kelvin Pires
Kelvin Spencer Pires (5 giugno 2000) è un calciatore capoverdiano, difensore dello SJK e della nazionale capoverdiana.

## Carriera

### Club
Il 18 luglio 2020 viene acquistato a titolo definitivo dalla squadra slovacca dell'AS Trenčín.

### Nazionale
Il 7 settembre 2021 ha esordito con la nazionale capoverdiana giocando l'incontro perso 1-2 contro la Nigeria, valido per le qualificazioni al campionato mondiale di calcio 2022.

## Statistiche

### Presenze e reti nei club
Statistiche aggiornate al 18 giugno 2022.
| Stagione        | Squadra         | Campionato      | Campionato | Campionato | Coppe nazionali | Coppe nazionali | Coppe nazionali | Coppe continentali | Coppe continentali | Coppe continentali | Altre coppe | Altre coppe | Altre coppe | Totale | Totale |
| Stagione        | Squadra         | Comp            | Pres       | Reti       | Comp            | Pres            | Reti            | Comp               | Pres               | Reti               | Comp        | Pres        | Reti        | Pres   | Reti   |
| --------------- | --------------- | --------------- | ---------- | ---------- | --------------- | --------------- | --------------- | ------------------ | ------------------ | ------------------ | ----------- | ----------- | ----------- | ------ | ------ |
| 2020-2021       | AS Trenčín      | SL              | 1+1        | 0          | CS              | 0               | 0               |                    | -                  | -                  |             | -           | -           | 2      | 0      |
| 2021-2022       | AS Trenčín      | SL              | 19+4       | 0          | CS              | 3               | 0               |                    | -                  | -                  |             | -           | -           | 26     | 0      |
| Totale carriera | Totale carriera | Totale carriera | 25         | 0          |                 | 3               | 0               |                    | -                  | -                  |             | -           | -           | 28     | 0      |

### Cronologia presenze e reti in nazionale
| Cronologia completa delle presenze e delle reti in nazionale ― Capo Verde | Cronologia completa delle presenze e delle reti in nazionale ― Capo Verde | Cronologia completa delle presenze e delle reti in nazionale ― Capo Verde | Cronologia completa delle presenze e delle reti in nazionale ― Capo Verde | Cronologia completa delle presenze e delle reti in nazionale ― Capo Verde | Cronologia completa delle presenze e delle reti in nazionale ― Capo Verde | Cronologia completa delle presenze e delle reti in nazionale ― Capo Verde | Cronologia completa delle presenze e delle reti in nazionale ― Capo Verde |
| Data                                                                      | Città                                                                     | In casa                                                                   | Risultato                                                                 | Ospiti                                                                    | Competizione                                                              | Reti                                                                      | Note                                                                      |
| ------------------------------------------------------------------------- | ------------------------------------------------------------------------- | ------------------------------------------------------------------------- | ------------------------------------------------------------------------- | ------------------------------------------------------------------------- | ------------------------------------------------------------------------- | ------------------------------------------------------------------------- | ------------------------------------------------------------------------- |
| 7-9-2021                                                                  | Mindelo                                                                   | Capo Verde                                                                | 1 – 2                                                                     | Nigeria                                                                   | Qual. Mondiali 2022                                                       | -                                                                         | 83’                                                                       |
| 25-3-2022                                                                 | San Pedro del Pinatar                                                     | Liechtenstein                                                             | 0 – 6                                                                     | Capo Verde                                                                | Amichevole                                                                | -                                                                         |                                                                           |
| Totale                                                                    |                                                                           | Presenze                                                                  | 2                                                                         |                                                                           | Reti                                                                      | 0                                                                         |                                                                           |